# Бушар, Реймон
Реймон Бушар (фр. Raymond Bouchard; род. 7 марта 1945, Леви, Квебек, Канада) — канадский актёр.

## Биография
В 1970 году Бушар окончил Консерваторию драматического искусства в Монреале. Он снимался в таких фильмах и сериалах, как «Бланш», «Король Гийом» и «Секрет Ноэми».
В 2004 году Бушар был номинирован на канадские премии Jutra и «Джини» в номинации «Лучшая мужская роль» за работу в фильме «Моя прекрасная глушь».

## Избранная фильмография
| Год  |    | Русское название | Оригинальное название | Роль                            |
| ---- | -- | ---------------- | --------------------- | ------------------------------- |
| 1993 | с  | Бланш            | Blanche               | месье Дюэм                      |
| 2004 | мф | Пиноккио 3000    | Pinocchio 3000        | Скамболи                        |
| 2009 | ф  | Король Гийом     | King Guillaume        | освобождённый от уплаты налогов |
| 2009 | ф  | Секрет Ноэми     | Noémie: Le Secret     | Эмиль Люмбаго                   |